# Gerrit Bolkestein

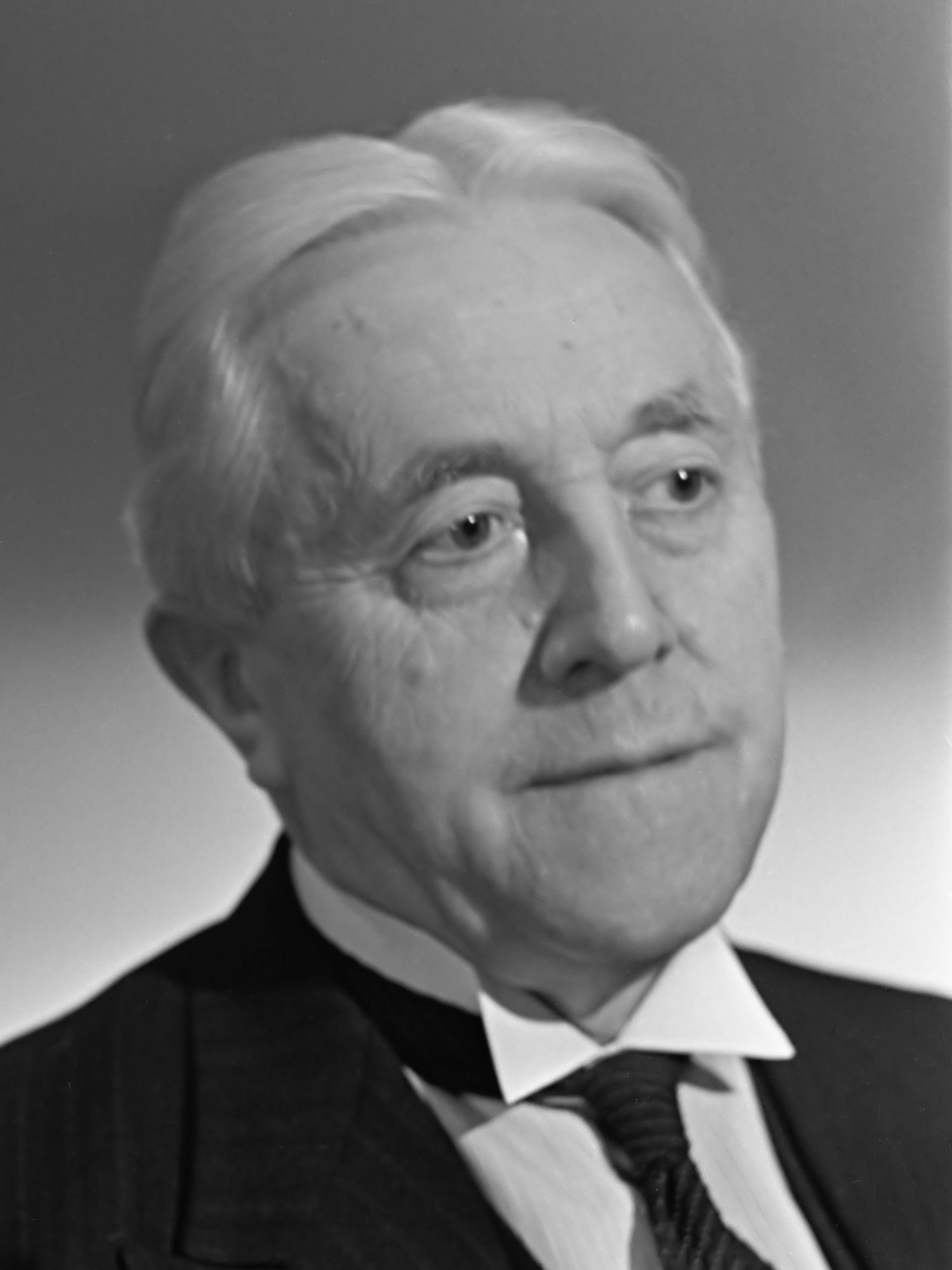
Gerrit Bolkestein

Gerrit Bolkestein (* 9. Oktober 1871 in Amsterdam; † 8. September 1956 in Den Haag) war ein niederländischer Politiker des Vrijzinnig-Democratische Bond (VDB). Er war von 1939 bis 1945 Minister für Bildung, Kunst und Wissenschaften der Niederlande, ab 1940 im Londoner Exil.

## Leben und Tätigkeit
Der Lehrer Gerrit Bolkestein war von 1916 bis 1934 Inspektor für das Sekundarschulwesen in den Provinzen Noord-Holland und Gelderland, dann bis 1937 in gleicher Funktion in der Hauptstadt Amsterdam. Nach seiner Pensionierung wurde er im August 1939 als niederländischer Minister für Bildung, Kunst und Wissenschaften in die Regierung De Geer II berufen. In dieser Stellung gehörte er nach der deutschen Besetzung der Niederlande im Mai 1940 bis 1945 der niederländischen Exilregierung in London an. Im Exil-Kabinett Gerbrandy II war Bolkestein von 1941 bis 1944 auch Sekretär des Ministerrats.
Von den nationalsozialistischen Polizeiorganen wurde Bolkestein nach seiner Flucht nach Großbritannien als wichtige Zielperson eingestuft: Im Frühjahr 1940 setzte das Reichssicherheitshauptamt in Berlin ihn auf die Sonderfahndungsliste G.B., ein Verzeichnis von Personen, die im Falle einer erfolgreichen deutschen Invasion Großbritanniens durch die Sonderkommandos der SS-Einsatzgruppen mit besonderer Priorität ausfindig gemacht und verhaftet werden sollten.
Eine von Bolkestein am 28. März 1944 von dem niederländischen Sender der BBC Radio Oranje gehaltene Radioansprache, in der er die niederländische Bevölkerung ermunterte, Aufzeichnungen, Briefe, Tagebücher usw. über ihre Leidenserfahrungen während der Besatzungszeit zu sammeln und diese nach Kriegsende der Regierung zu übergeben, führte nach dem Krieg zur Gründung des Instituts für Kriegs-, Holocaust- und Genozidstudien. Die Ansprache beeinflusste auch die Ausgestaltung des 1947 veröffentlichten Tagebuchs der Anne Frank: Anne Frank nahm Bolkesteins (dessen Namen sie in ihrem Tagebuch „Bolkesteyn“ schreibt) Ankündigung zum Anlass, ihre bisher angefertigten Niederschriften ab 1942, die als persönliches Tagebuch für den alleinigen Selbstgebrauch angelegt waren, in ihrer Struktur, Stilisierung usw. nachträglich in einer Weise umzuarbeiten, die diese für die Lektüre durch Dritte geeignet machen würden und legte ihre folgenden Aufzeichnungen bis zum August 1944, als sie verhaftet und deportiert wurde, ebenfalls nach diesem neuen Muster an.
Von März bis Juni 1944 hielt sich Bolkestein in den USA auf, um das dortige Bildungssystem zu studieren und sich Anregungen für eine Nachkriegsordnung in den Niederlanden zu holen. Nach Kriegsende wurde er im Juni 1945 von Gerardus van der Leeuw als Bildungsminister abgelöst, dem Bolkestein ebenso wie dessen Nachfolger Jos Gielen als Berater zur Seite stand. Der linksliberale VDB, dem er angehörte, ging Anfang 1946 in der Partij van de Arbeid (PvdA) auf. Er gehörte 1947 zur Gruppe liberaler Mitglieder um Pieter Oud, welche die Dominanz der Sozialdemokraten in der Partei kritisch sahen und die Gründung einer neuen liberalen Partei (VVD) vorbereiteten. Letztlich entschied sich Bolkestein aber, in der PvdA zu bleiben.
Bolkestein wurde auf dem Zorgvlied Friedhof begraben. Er ist der Großvater von Frits Bolkestein.